# Adres (woonplaats)
Een adres is de aanduiding van een bepaalde locatie, doorgaans van een huis, woning, gebouw of faciliteit. De bekendste vormen zijn het woonadres, dat aangeeft waar een persoon woont (het woonadres of domicilie) of verblijft (verblijfadres), waar een bedrijf of rechtspersoon is gevestigd (het vestigingsadres), waar post moet worden bezorgd (het postadres). Ook een gebouw heeft een adres, bijvoorbeeld het aansluitadres van gas/water/elektriciteit, e.d.
Een goed adres is eigenlijk alleen een aanduiding voor het bepalen van die locatie. Het is geen unieke identificatie van een (kadastraal) perceel, pand of kaartpositie. Het is bedoeld om een plek makkelijk te kunnen lokaliseren en zo aan te duiden, dat de grootst mogelijke kans bestaat dat die plek wordt bereikt. 
Veel postadressen zijn een postbus in een nabijgelegen postkantoor. Nederland telde in 2003 7,4 miljoen postadressen.
Een goed adres bestaat uit:
- straatnaam en huisnummer met zo nodig een toevoegsel, zoals een cijfer of letter (2, III,A) of een nadere aanduiding conform plaatselijk gebruik (Boven, twee hoog, Bis),
- postcode en plaatsnaam.

Bij postbussen fungeert het woord "Postbus" als straatnaam en het postbusnummer als huisnummer, altijd zonder toevoegsel. 
Bij woonboten en woonwagens kan boven de straatnaam de naam van de boot of wagen als nadere aanduiding staan.
In de Basisregistratie Adressen en Gebouwen houden Nederlandse gemeenten een aantal basisgegevens over gebouwen en adressen bij. Elk pand, met daarbinnen meestal een of meer verblijfsobjecten, elke ligplaats en elke standplaats heeft een adres.
De Basisregistratie Personen (BRP), voorheen Gemeentelijke Basisadministratie (GBA) of bevolkingsregister, kent enkel een woonadres en een briefadres.
Iedereen die in Nederland op een bepaald adres verblijft, is verplicht zich te laten inschrijven bij de gemeente op dat adres.
Een briefadres wordt enkel verleend aan personen die geen vaste verblijfplaats hebben.
Een vertrek naar het buitenland is dan ook geen reden voor het verlenen van een briefadres door de gemeente, evenmin het feit dat je weliswaar op een bepaald adres verblijft, maar je aangeeft je hier niet te kunnen laten inschrijven omdat dat eventueel gevolgen heeft voor de hoofdbewoners (zoals in verband met huurtoeslag of uitkeringen). Sommigen staan geregistreerd als vertrokken onbekend waarheen (VOW).
Indien iemand in een bepaalde periode op twee of meer adressen verblijft, wordt gekeken naar het adres waar iemand gedurende een bepaalde periode het meest zal verblijven. Op dat adres moet diegene zich dan laten inschrijven.
Sommige mensen bezitten of huren meer dan één woning. Ook in dat geval moet je je laten inschrijven op het adres waar je het meest verblijft. Inschrijven op meerdere adressen is niet mogelijk in de BRP.

## Unieke combinatie

### Nederland
In Nederland is de combinatie postcode en huisnummer een unieke plek. Dit zou je een verkort adres kunnen noemen. Een poststuk enkel geadresseerd als (bijvoorbeeld) '2689 XT 23' zal dus op de juiste plek aankomen.

### België
In België vormt de combinatie postcode, straatnaam en huisnummer een uniek adres. De plaatsnaam wordt meestal ter verduidelijking toegevoegd. Indien je de postcode vervangt door de plaatsnaam, ontstaat er mogelijk verwarring. Plaatsnamen als Halle, Heusden, Sint-Gillis of Hamme komen in meerdere provincies voor. 
Postcodes in België zijn fijnmaziger dan de verdeling in gemeenten en lopen ongeveer gelijk met deelgemeenten (die afzonderlijke gemeenten waren vóór de fusie van gemeenten). Zo heeft Ledeberg, deelgemeente van Gent, postcode 9050 en Gent-centrum 9000. Een adres in de Ajuinmarktstraat in Ledeberg moet dus voorzien worden van postcode 9050. De plaatsnaam Ledeberg of Gent kan hieraan worden toegevoegd en zorgt zelden voor problemen bij de postbestelling. De Belgische nationale postoperator bpost beveelt aan de correcte postcode te gebruiken, gevolgd door de naam van de hoofdgemeente, dus "9050 Gent". Geeft je echter "9000 Ledeberg" mee aan dit adres, dan is de kans op niet-bedeling reëel.
Bij districten is dit echter niet het geval. Zo hoeft een adres in bijvoorbeeld Borgerhout, een district van de gemeente Antwerpen, dat de postcode 2140 meekrijgt enkel gevolgd te worden door de naam van het district en niet door de naam van de gemeente, dus "2140 Borgerhout".

### Elders
Het verschilt dus van land tot land welke combinatie een uniek (post)adres uitmaakt. Landen die geen postcodesysteem hanteren, hebben dikwijls een hiërarchie van plaatsnamen nodig om een uniek adres te bekomen. Veel landen gebruiken een combinatie van postcode en plaatsnamen.
De begrippen "straatnaam" en "huisnummer" kennen voorts wereldwijd een andere invulling. Zo zijn de huisnummers in grote delen van Tsjechië eigenlijk perceelnummers, dus niet geordend per straat. Zie hiervoor het artikel over Huisnummer. Taiwan kent een spiraalvormig patroon van straatbenaming, waarbij een straat meerdere zijstraten heeft met de naam "Alley" en een volgnummer.
Het is dus nodig kennis te nemen van het addresseringschema van een land om een uniek en volledig adres op te stellen.

## Straatnamen
Als straten in Nederland geen naam hebben -wat hier en daar op het platteland kan voorkomen- dan wordt de plaatsnaam als straatnaam beschouwd. In België is dit bijvoorbeeld het geval voor dorpen in de Ardennen en de Hoge Venen, zoals Medendorf.

## Statistiek
Een adres is een belangrijk basisbegrip in de statistiek, met name in de demografie. Zo is de omgevingsadressendichtheid een maat voor de verstedelijking.

## Referentie
1. ↑  Bpost Adressering. Gearchiveerd op 14 januari 2015.